# Makhdoom Amin Fahim
Makhdoom Amin Fahim (en sindhi: مخدوم امين فھيم; en urdú: مخدوم امین فہیم; Hala, Raj británico; 4 de agosto de 1939-Karachi, Pakistán; 21 de noviembre de 2015). fue el vicepresidente de la formación del Partido Popular de Pakistán, fue designado por la Asamblea General del partido como candidato sucesor de Benazir Bhutto tras su asesinato.

## Biografía
obtuvo la maestría en agronomía, estaba casado y trabajó en diversos países entre ellos, Brasil, Chile, España, Italia, Indonesia, etc. Makhdoom Amin Fahim se mencionó como posible líder del PPP tras el asesinato de Benazir Bhutto, pero se le designó como el candidato sucesor del PPP con Bilawal Bhutto y Asif Ali Zardari como nuevos líderes del PPP. Faheem falleció el 21 de noviembre de 2015, de leucemia después de ser ingresado en un hospital de Karachi, Pakistán a la edad de 76 años.